# Лалла Фатма Н’Сумер
Лалла Фатма Н’Сумер (около 1830, Аби-Юсеф, Алжир — 1863, Бени-Слиман) — алжирская женщина, ставшая видной фигурой сопротивления во время завоевания Алжира Францией в XIX веке. Её имя Фатма является берберским вариантом произношения арабского имени Фатима. Прозвище «Н’Сумер» происходит от деревни, в которой она жила; «Лалла» — женский эквивалент «сиди», почётного титула для женщин высокого происхождения или почитаемых как святые.

## Биография
Родилась в год начала завоевания Алжира Францией в семье богослова; по сообщениям, с раннего детства стремилась к отшельничеству, увлекаясь богословием и науками и воспротивилась желанию отца выдать её замуж за двоюродного брата. Несмотря на благочестие, она испытывала тягу к роскоши и обильно украшала свою одежду драгоценными камнями. Когда французы начали завоевание Кабилии, единственного региона северного Алжира, остававшегося к тому моменту независимым, ей было 16 лет.
К армии кабилов, как считается, она присоединилась в 1854 году, сама участвуя в сражениях и своими речами побуждая берберских воинов сражаться до последнего, и вскоре получила широкую известность. Была одним из лидеров войск берберов в сражении 18 июля 1854 года, когда потери французов составили более 800 человек.
Была захвачена в плен 11 июля 1857 года, умерла в сентябре 1863 года, предположительно от депрессии. В современном Алжире считается народной героиней, ей установлено несколько памятников, о её жизни написано несколько научных работ.